# Pilar Pallarés
Pilar Pallarés García (Culleredo, Coruña, 29 de abril de 1957) es una poeta española. En 2019 fue reconocida con el Premio Nacional de Poesía por su obra Tempo fósil.

## Trayectoria
Estudió Filología Gallego-Portuguesa en la Universidad de Santiago de Compostela. Colaboró en diversas revistas, como Grial, Coordenadas, Dorna, Nordés o Festa da Palabra Silenciada. Tras la publicación de su primer libro, Entre lusco e fusco (1980), se convirtió en una de las voces poéticas más importantes de la poesía gallega. Posteriormente publicaría las obras Sétima soidade (1984, Premio Esquío de poesía en 1983) y Livro das devoracións (1996). Además, ha colaborado en varias revistas con estudios de crítica literaria. Actualmente ejerce de profesora de literatura gallega en el Instituto Ramón Menéndez Pidal de La Coruña.

## Obras
Aquí se encuentran todas las obras escritas por Pilar Pallarés.

### Poesía
- Entre Lusco e Fusco, (1980). Ediciós do Castro.
- Sétima soidade, (1984). Edicións da Sociedade de Cultura Valle-Inclán.
- Livro das devoracións, (1996). Espiral Maior.
- Poemas, (2000). Universidad de las Islas Baleares. Servicio de Publicaciones.
- Leopardo son (2011, Espiral Maior).
- Tempo fósil, (2018, Chan de Pólvora).[5][6]

### Ensayo
- Rosas na sombra (original de Luís Pimentel), (1991). Edicións do Cumio.
- Carballo Calero. Caderno didáctico, (1994). Concello de Ferrol.

### Obras colectivas
- De amor e desamor. I. II, (1984 e 1985), Edicións do Castro.
- Escolma de poesía galega (1976-1984), 1984, Sotelo Blanco.
- Rosalía de Castro: unha obra non asumida, (1985), Xistral.
- Desde a palabra, doce voces, (1986), Sotelo Blanco.
- Literatura galega do século XX, (1988), Vía Láctea.
- Concurso Nacional de Poesía O Facho (1978-1989), (1990), Edicións do Castro.
- XIII Festival da Poesia no Condado, (1993), S. C. D. Condado.
- XIV Festival da Poesia no Condado, (1994), S. C. D. Condado.
- Los caminos de la voz: seis poetas gallegos de hoy, (1995). Diputación de Granada. Edición bilingüe galego-castelán, a cargo de Luciano Rodríguez Gómez.
- Rafael Dieste. Caderno didáctico, (1995). AS-PG.
- Construír a paz (1996), Xerais.

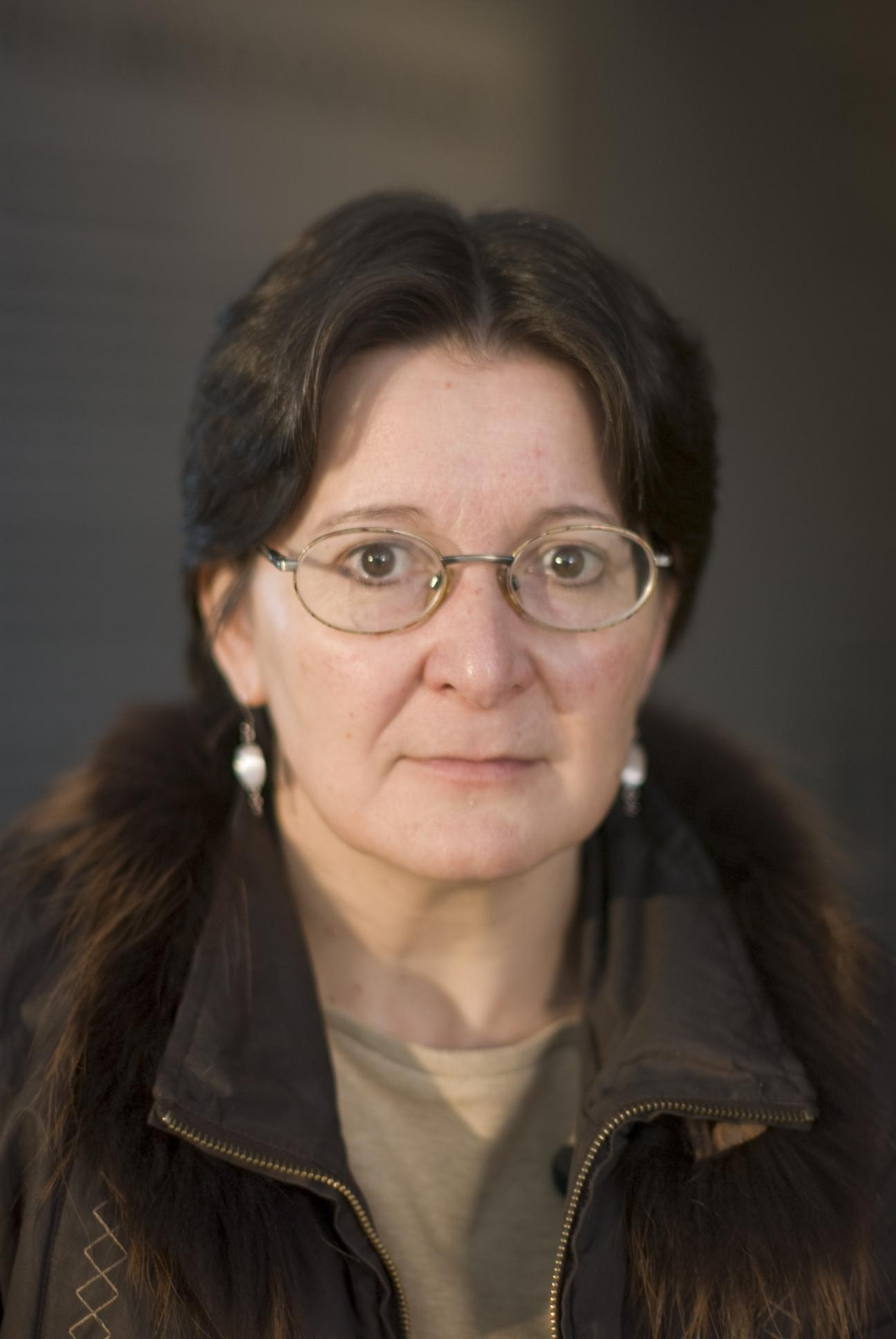
Pilar Pallarés en 2007

- Pilar Pallarés en 2007Daquelas que cantan. Rosalía na palabra de once escritoras galegas, (1997), Fundación Rosalía de Castro.
- Manuel Ponte Pedreira: a resistencia antifranquista na comarca de Ordes, (1997), Obradoiro de História.
- Alguén agarda que volva alí, (1998).
- Clásicos e modernos: tres leituras poéticas, (1999), Universidad de La Coruña.
- Galician generation of the eighties: three poets, (1999), Universidad de La Coruña.
- Poetas e narradores nas súas voces. I, (2001), Consejo de la Cultura Gallega.
- Horizontes poéticos, (2002, Xerais).
- Antoloxía consultada da poesía galega 1976-2000, (2003), Tris Tram. Por Arturo Casas.
- Intifada. Ofrenda dos poetas galegos a Palestina, (2003), Fundación Araguaney.
- Negra sombra. Intervención poética contra a marea negra, (2003), Espiral Maior.
- Son de poesia (2005), Edições Fluviais, Lisboa.
- Amor en feminino: antoloxía das poetas galegas de Rosalía á Xeración dos 80, (2006), Baía Edicións. Edición de Maximino Cacheiro Varela.
- Cartafol poético para Alexandre Bóveda, (2006), Espiral Maior.
- Volverlles a palabra. Homenaxe aos represaliados do franquismo, (2006), Difusora.
- Dix-sept poètes galiciens 1975-2000. Dezasete poetas galegos 1975-2000, (2008), Universidad de La Coruña.
- Actas do Congreso Manuel María. Literatura e Nación, (2009, Fundación Manuel María).
- Lois Pereiro en 17 voces, (2011), La Voz de Galicia.
- No tempo de Follas novas. Unha viaxe pola literatura universal (2015), Alvarellos.

### Poemas en edición digital
- Hai estratos distintos de vazio, (2002).
- Non coñezo, non sinto, non comprendo, (2002).
- Para que te serve esa cruel boca de fome?, (2002).
- Persisto, (2002).

### Ediciones
- Fillo de Eva (88 poemas de Carvalho Calero), (1992), Sociedade de Cultura Valle-Inclán.

## Premios
- Ganadora del Premio de Poesía O Facho en el 1979.
- Premio Esquío de poesía en el 1983, por Sétima soidade.
- Premio de poesía de la Asociación de Escritores en Lengua Gallega en el 2012, por Leopardo son.
- Premio Nacional de Poesía 2019.[2]